# Tipula (Lunatipula) costaloides
Tipula (Lunatipula) costaloides is een tweevleugelige uit de familie langpootmuggen (Tipulidae). De soort komt voor in het Nearctisch gebied.